# Église San Pietro Martire
L'église San Pietro Martire (Saint-Pierre-Martyr) est une église catholique de Venise, en Italie. Elle est consacrée au saint dominicain Pierre de Vérone et dépend du patriarcat de Venise.

## Localisation
L'église se situe le long de la rive occidentale du rio dei Vetrai à Murano.

## Historique

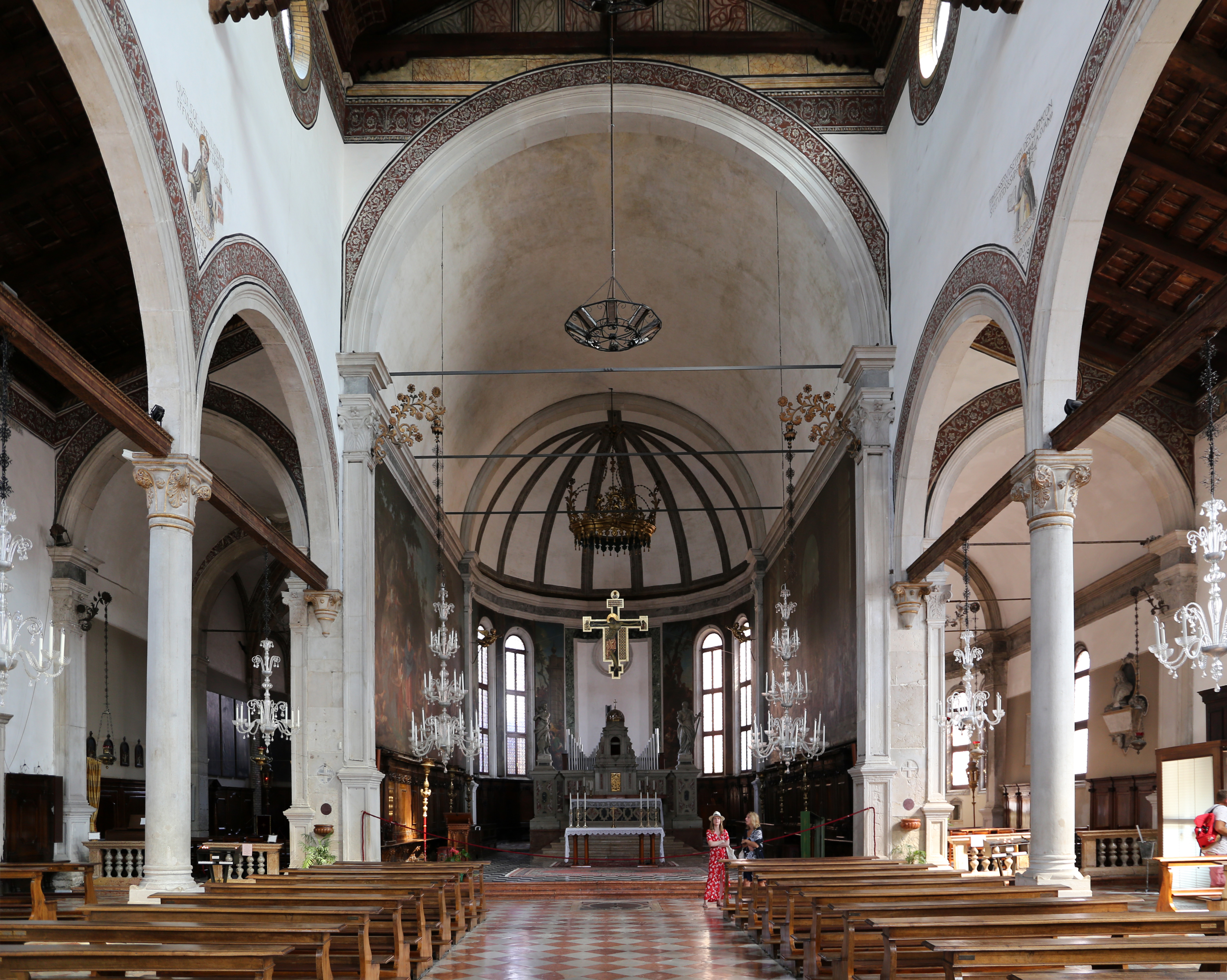
Chœur, nef et collatéraux de l’église.

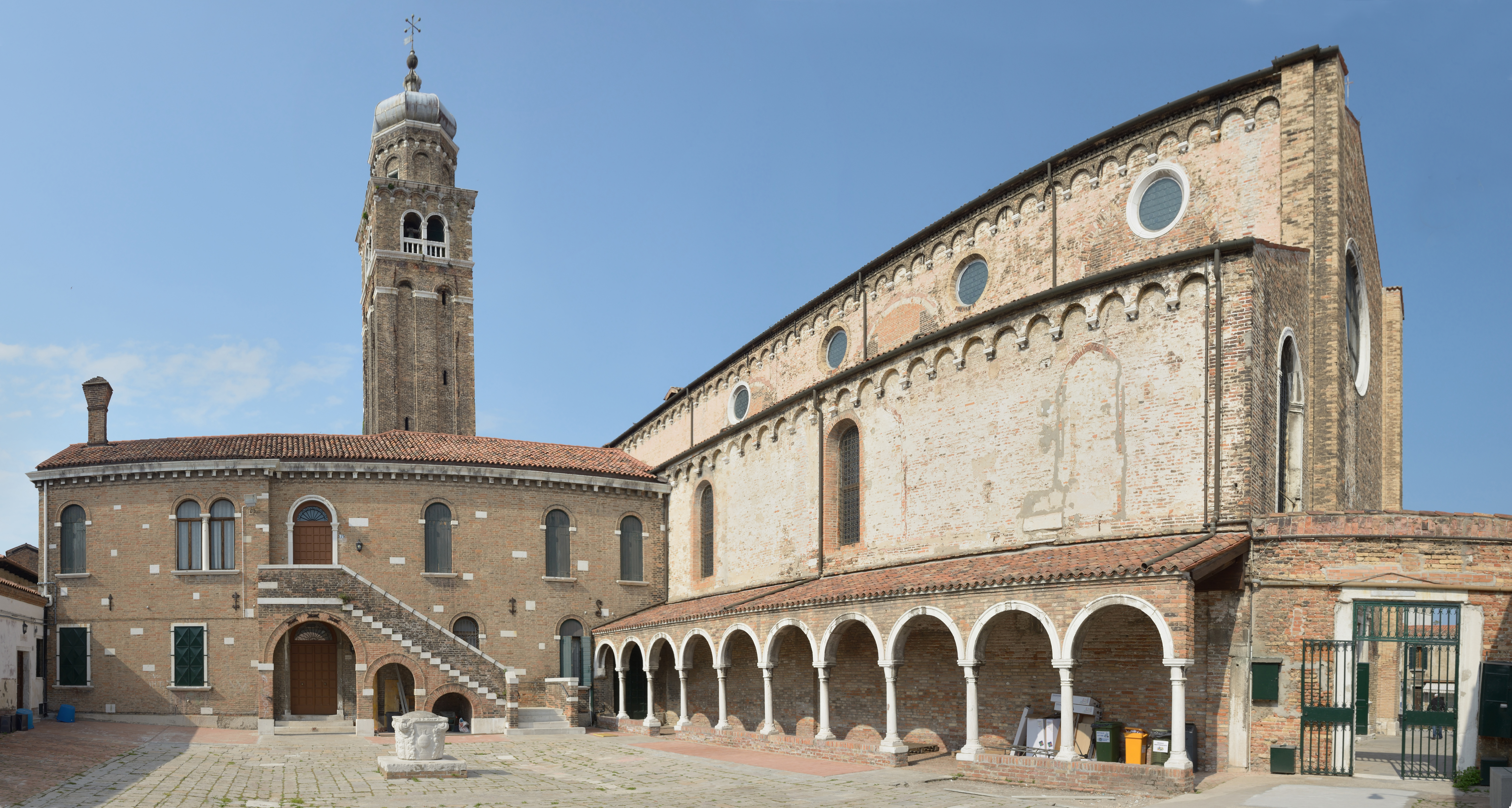
Cour intérieure de l'église

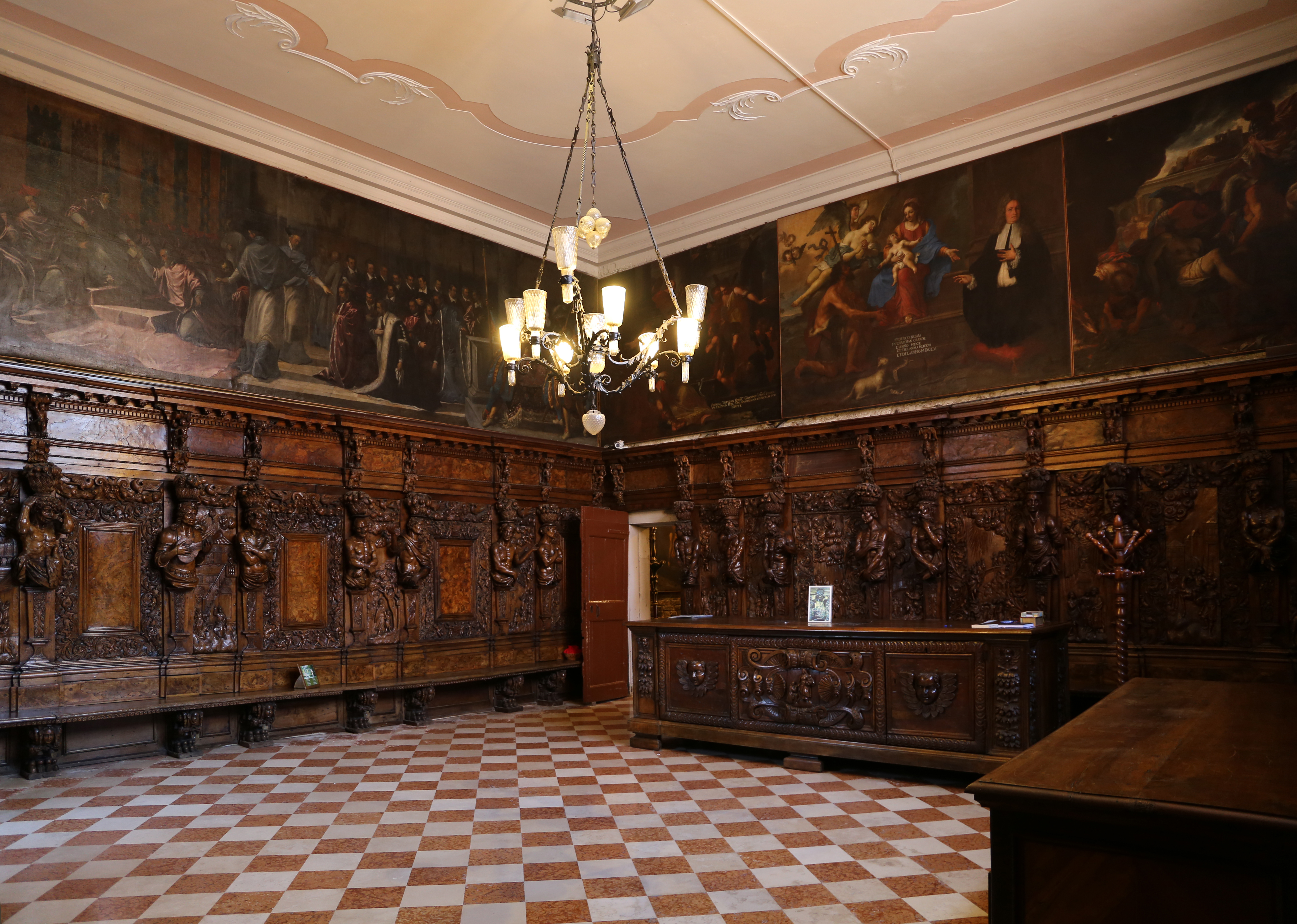
La sacristie

L'église Saint-Pierre-Martyr (avec pour patrons secondaires saint Jean l'Évangéliste et sainte Marie-Madeleine) et le couvent attenant ont été fondés par disposition testamentaire du patricien Marco Michiel, en 1348, mais ne furent terminés qu'en 1417. En 1474, l'église et le couvent ont été la proie des flammes, mais furent reconstruits en grande partie en 1509. 
L'église et son couvent appartenaient depuis le début aux dominicains. Ceux-ci furent chassés par l'occupation française des armées napoléoniennes. Ils furent concentrés par le décret du 28 juillet 1806 au couvent S.S. Giovanni e Paolo de Venise, tandis que leurs biens furent confisqués.
L'église est restée fermée jusqu'en 1813, quand elle a été rouverte au culte en tant qu'église paroissiale; le couvent a été démoli en 1840.